# سان كانزيان ديسونزو
سان كانزيان ديسونزو (بالإيطالية: San Canzian d'Isonzo) هي بلدية تقع في مقاطعة غرتسية، فريولي فينيتسيا جوليا، إيطاليا.

## نبذة
تقع البلد الصغيرة على بعد حوالي 30 كيلومتر (19 ميل) من غرتسية، عاصمة المقاطعة، وغرب ميناء ترييستي الهام. يشير اسمها إلى الشهداء كانتيوس وكانتيانوس وكانتيانيلا، الذين قيل إنهم رؤوسهم قطعت هنا عام 304 م. كما أنها مسقط رأس لاعب كرة القدم الإيطالي ومدير ميلانو السابق فابيو كابيلو.

## مشاهير
- لوسيو بيرتوجنا، لاعب كرة قدم محترف
- فابيو كابيلو، لاعب ومدرب كرة قدم محترف إيطالي سابق
- توليو زوبت (1926-1998) ، لاعب كرة قدم محترف (أتالانتا 1946-49) ومدير أول لشركة فيات أوتو.
- غاستوني بين، لاعب كرة قدم